# Helmut Krueger

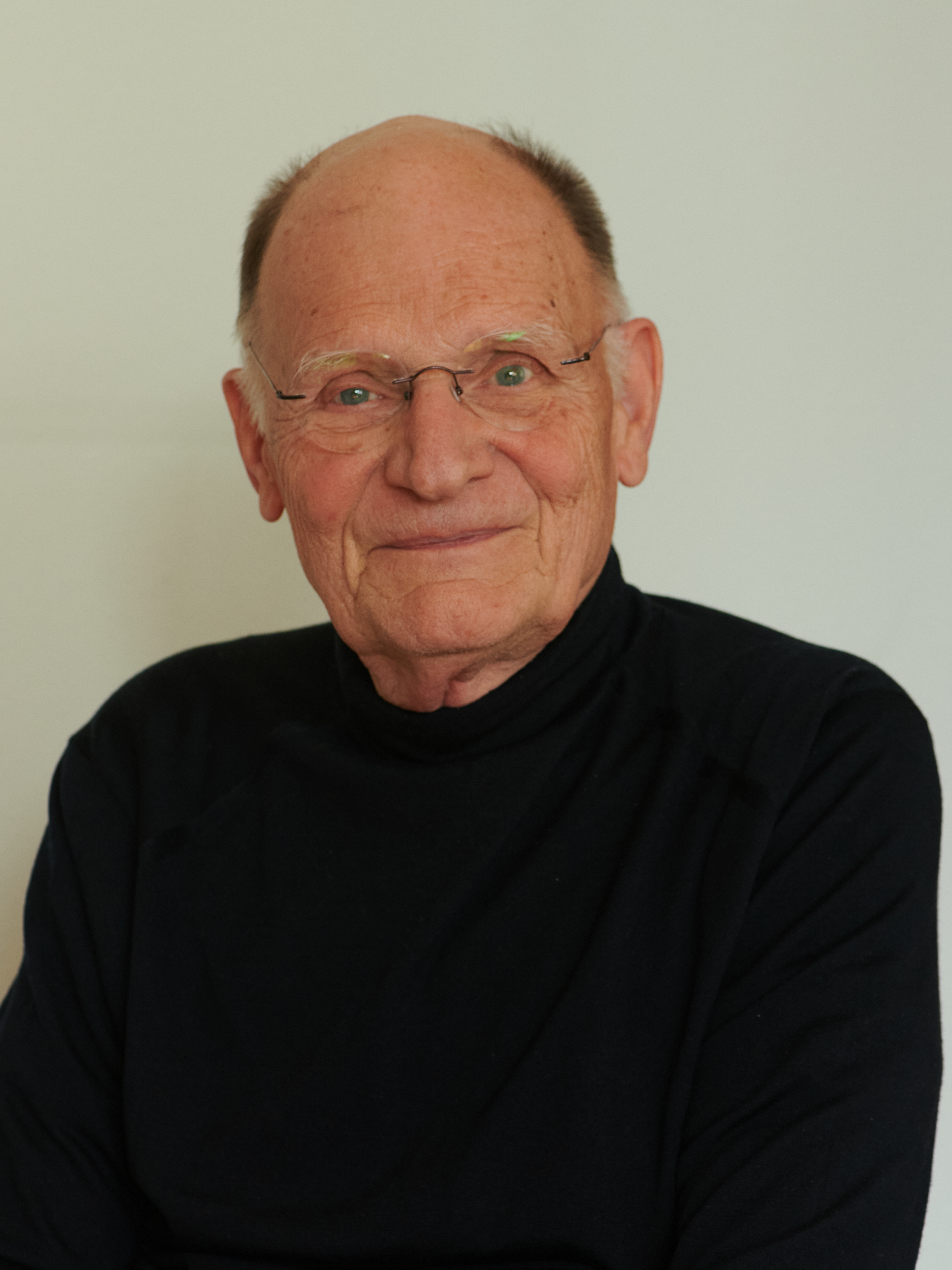
Helmut Krueger (2022)

Helmut Krueger (* 4. Januar 1939 in Wilhelmshaven) ist ein deutscher Arbeitswissenschaftler.
Krueger studierte in München und wurde im Sommersemester 1959 Mitglied der Münchener Burschenschaft Cimbria.
Krueger war von 1983 bis 2004 als Nachfolger von Étienne Grandjean Professor für Ergonomie am Institut für Hygiene und Arbeitsphysiologie der ETH Zürich. Krueger galt als „Brückenbauer zwischen Physik und Medizin, zwischen Wissenschaft und Gesellschaft“.